# Lesencefalu, Veszprém
Lesencefalu  este un sat în districtul Tapolca, județul Veszprém, Ungaria, având o populație de 319 locuitori (2011). 

## Demografie
Componența etnică a satului Lesencefalu
     Maghiari (97,48%)
     Germani (2,52%)
Componența confesională a satului Lesencefalu
     Romano-catolici (59,56%)
     Fără religie (9,72%)
     Ortodocși (1,57%)
     Luterani (1,57%)
     Necunoscută (26,65%)
     Reformați (0,94%)
Conform recensământului din 2011, satul Lesencefalu avea 319 locuitori. Din punct de vedere etnic, majoritatea locuitorilor (97,48%) erau maghiari, cu o minoritate de germani (2,52%).  Din punct de vedere confesional, majoritatea locuitorilor (59,56%) erau romano-catolici, existând și minorități de persoane fără religie (9,72%), ortodocși (1,57%) și luterani (1,57%). Pentru 26,65% din locuitori nu este cunoscută apartenența confesională.